# Lophospermum purpusii
Lophospermum purpusii là một loài thực vật có hoa trong họ Mã đề. Loài này được (Brandegee) Rothm. mô tả khoa học đầu tiên năm 1943.

## Hình ảnh

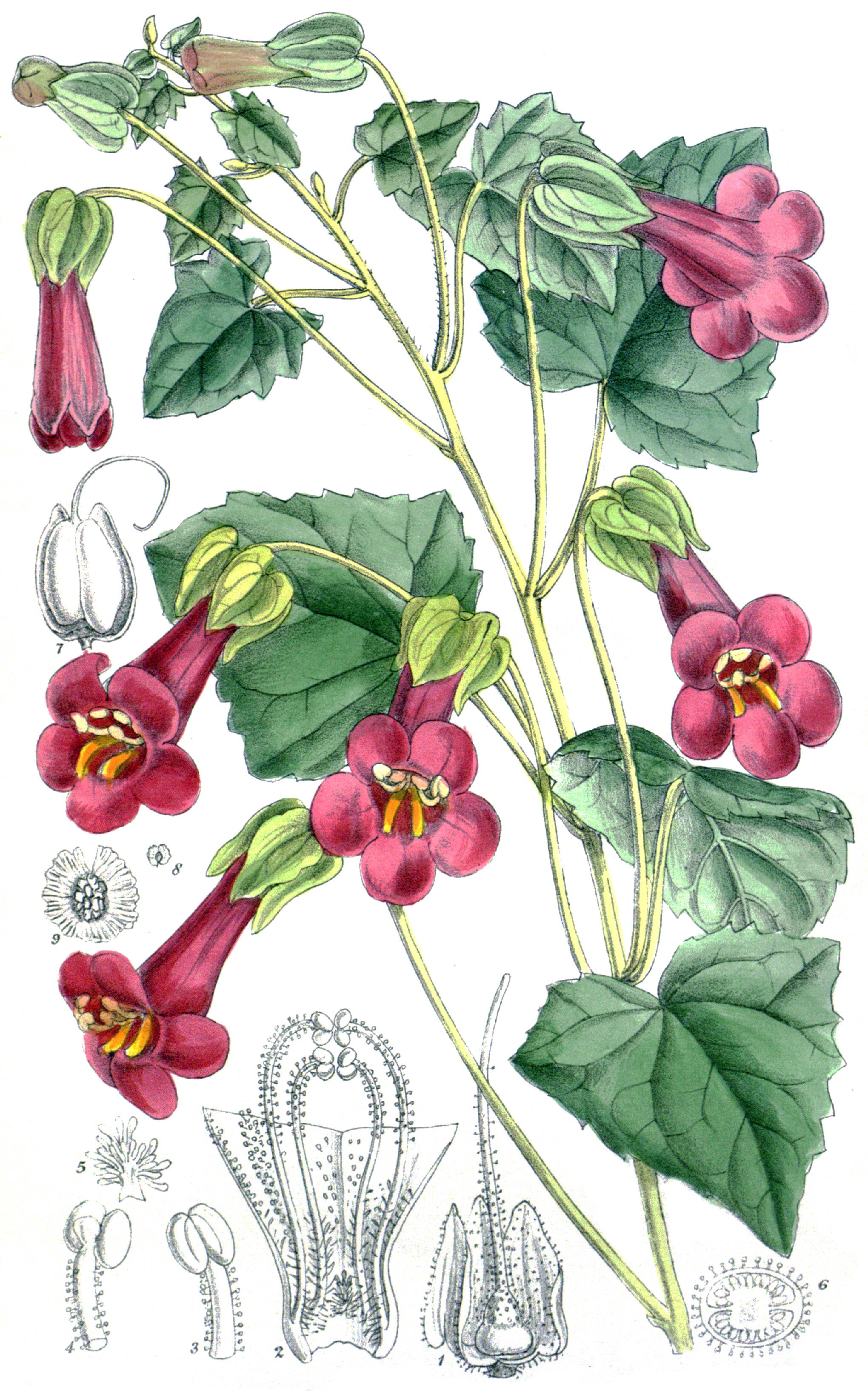